# ریچارد برودی (بازیکن فوتبال)
ریچارد برودی (انگلیسی: Richard Brodie؛ زادهٔ ۸ ژوئیهٔ ۱۹۸۷) بازیکن فوتبال اهل بریتانیا است.
از باشگاه‌هایی که در آن بازی کرده‌است می‌توان به باشگاه فوتبال اسکلمرسال یونایتد، باشگاه فوتبال یورک سیتی، باشگاه فوتبال وارینگتون تاون، باشگاه فوتبال کراولی تاون، باشگاه فوتبال مکلسفیلد تاون، باشگاه فوتبال مورکم، باشگاه فوتبال استوک‌پورت کانتی، باشگاه فوتبال سولیهال مورس، باشگاه فوتبال بارو، باشگاه فوتبال گیتزهد، باشگاه فوتبال رامزبوتوم یونایتد، باشگاه فوتبال ساوتپورت، باشگاه فوتبال گریمزبی تاون، باشگاه فوتبال بوستون یونایتد، باشگاه فوتبال فلیتوود، باشگاه فوتبال هرفورد یونایتد، و باشگاه فوتبال آلدرشات تاون اشاره کرد.
وی همچنین در تیم ملی فوتبال England C بازی کرده‌است.